# Prisco (filosofo)
Prisco (latino: Priscus; Epiro, 300 circa – 396/398) è stato un filosofo greco antico, neoplatonico.
È l'anello di collegamento tra Giamblico e Plutarco di Atene.
Appartenente alla scuola di Giamblico e di Edesio; l'imperatore Giuliano, molto interessato alla teurgia, lo invitò spesso a corte. Eunapio racconta che era un uomo di abitudini austere e dignitose. A differenza di Massimo di Efeso, si avvalse moderatamente della sua influenza sull'imperatore. Morì durante l'invasione gotica della Grecia (396/398).

## Nella cultura di massa
Nel romanzo storico Giuliano di Gore Vidal, scrittore, saggista e sceneggiatore, incentrato su una biografia-autobiografia dell'Imperatore romano amico del filosofo, è uno dei personaggi principali. La cornice narrativa infatti consiste in uno scambio epistolare tra lui e Libanio, un altro retore storicamente esistito amico e confidente sia di Prisco che di Giuliano stessi. I due, nel 380, molto dopo la morte dell'Imperatore, ormai anziani, discutono le loro vite e in particolare gli eventi riguardanti quest'ultimo. Libanio si fa inviare da Prisco una lista di memorie che Giuliano avrebbe scritto di suo pugno così da poterne scrivere una biografia dal proprio punto di vista, e le commenta assieme a Prisco nel corso della loro corrispondenza. Entrambi figurano così sia come dei narratori della storia immersi nell'azione, sia come "personaggi" nelle memorie di Giuliano, sia come personaggi "attivi" che interagiscono nel Tardo Impero, con il mondo Classico, ormai senza possibilità di salvezza, destinato a scomparire con l'avanzare del Cristianesimo. Prisco, descritto spesso come scettico di fronte alle credenze  del suo tempo e dei propri amici, rispetto a Libanio si rivela più cinico e disilluso, e più passivo nel resistere al rimpiazzamento dell'antico sistema culturale e religioso a favore del nuovo culto. In compenso, al tempo di Giuliano Imperatore, ha un ruolo più attivo, accompagnandolo sia nelle Gallie che in Oriente, arrivando a convincersi che se questi l'avesse messo a parte dei suoi piani verso la fine della spedizione nella Campagna di Persia, avrebbe potuto impedirne il drammatico esito.